# Original Vogtlandecho
Das Original Vogtlandecho ist ein Musiker-Duo aus dem Vogtland, dessen Musikstil der  Volkstümlichen Musik zugerechnet werden kann. Das Duo tritt in Radio- und Fernsehsendungen und bei Live-Veranstaltungen auf. Ihre bekanntesten Titel sind De Fotz von Zobes, mit dem sie „einen schlüpfrigen Gassenhauer hoffähig“ machten und eine  mit volkstümlichen Elementen ergänzte Version der Arie Nessun dorma.

## Besetzung
Volker Rausch, der seine musikalische Ausbildung am Robert-Schumann-Konservatorium Zwickau erhielt, spielt Akkordeon und Trompete. Frank Jahn spielt Piano, Akkordeon und Tuba. Er war Mitglied des Jugendblasorchesters Bad Brambach und besuchte die Hochschule für Musik Carl Maria von Weber Dresden. Rausch arbeitet hauptberuflich als Dozent an der Staatlichen Studienakademie Plauen.

## Geschichte

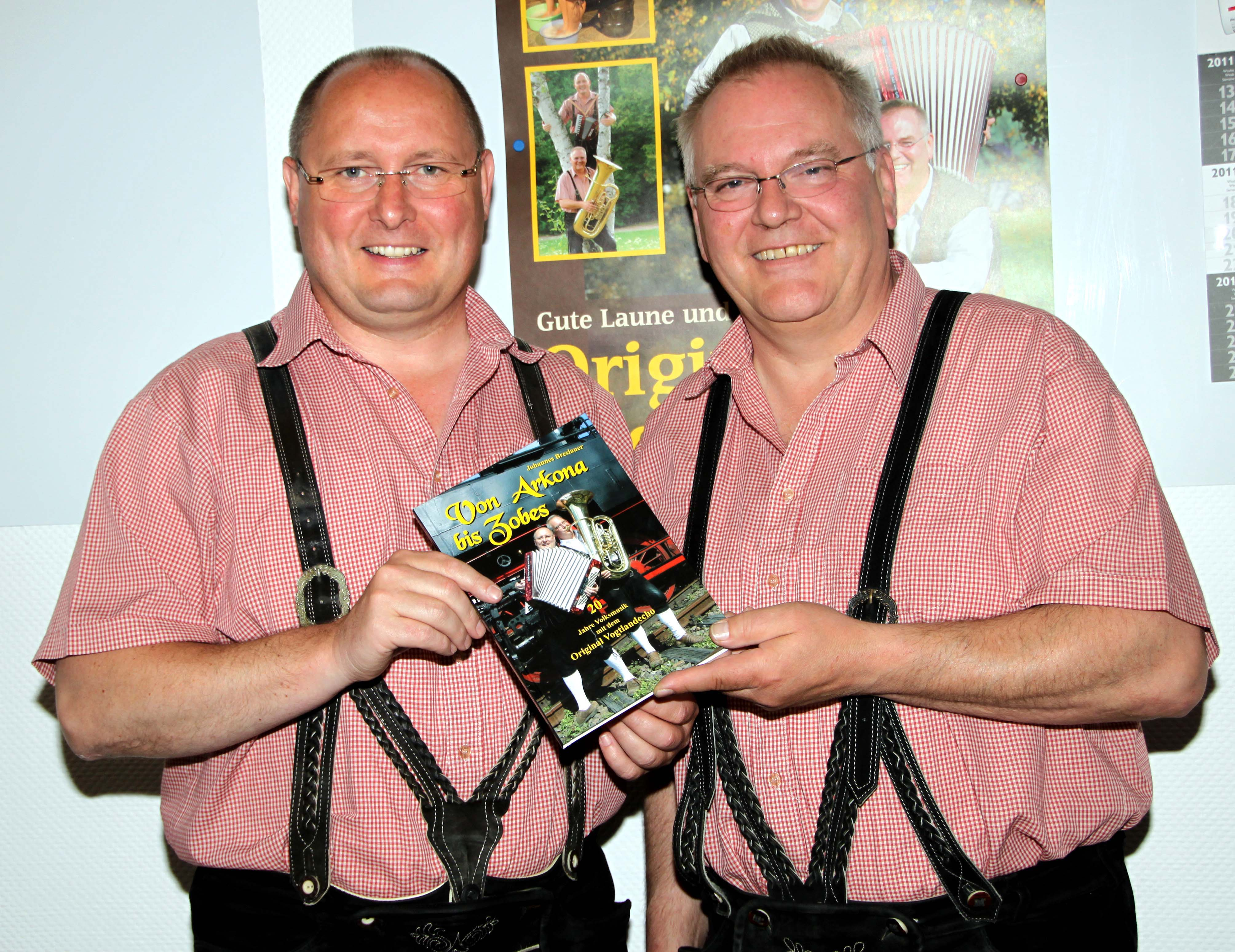
Das Original Vogtlandecho mit dem Buch "Von Arkona bis Zobes, 2011

Volker Rausch und Frank Jahn waren Berufsmusiker im Standortmusikkorps der Nationalen Volksarmee in Plauen. Kurze Zeit nach deren Auflösung traten die beiden Musiker am 30. März 1991  erstmals als Original Vogtlandecho auf dem Fahrgastschiff 'Pöhl' anlässlich der Saisoneröffnung der Fahrgastschifffahrt der Talsperre Pöhl auf. Ihr selbsterklärtes Ziel ist der Erhalt und die Pflege kulturhistorischen Musikgutes. Ein Nebenprojekt vom Vogtlandecho sind seit 2006 die Original Fischergeister. Rausch und Jahn konzentrieren sich auf die Präsentation von altem Liedgut aus dem Vogtland, welches in Vergessenheit geriet. Zudem treten sie als Komponisten und Autoren der Lieder ihrer eigenen Auftritte in Erscheinung. 2015 gehörte das Duo zu den Protagonisten des Kurzkrimis Rosa muss weg von Petra Steps, den sie im Rahmen des Buches Wer mordet schon im Vogtland? veröffentlichte.

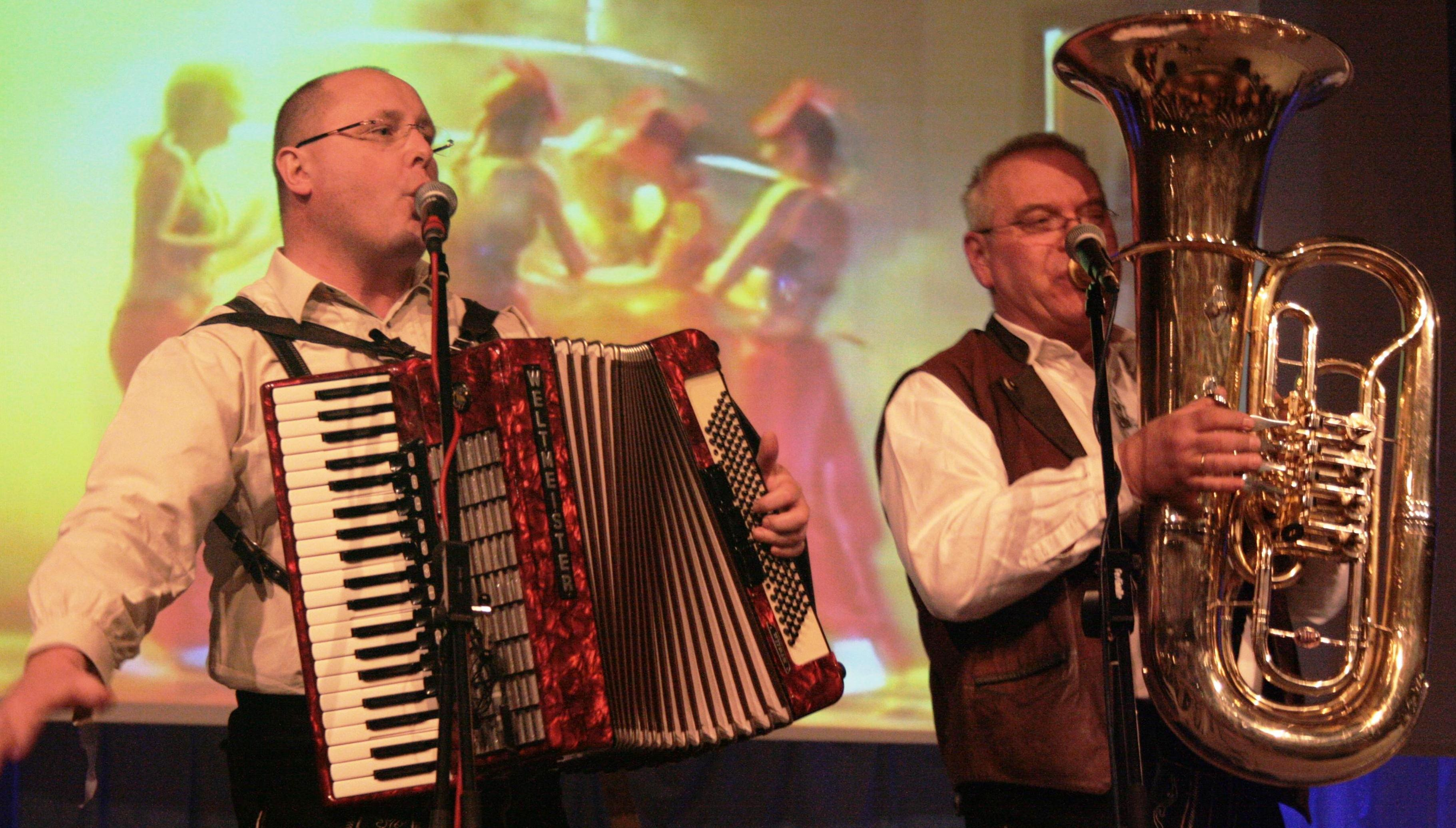
Klassik mit dem Original Vogtlandecho

## Diskografie

### Alben
- 1999: Rück doch näher (Saxonia/Avaton)
- 2005: Barfuß durch den Schnee (Secret Word Records)
- 2006: Frühlingsluft (Secret Word Records)

### Singles
- 2005: Komm mal raus (Secret Word Records)
- 2010: Ob Nordsee oder Ostseestrand (Running Pulse Records) (als Original Fischergeister)
- 2012: Nessun dorma (P&K Music)

### Sampler
- 1992: Vogtlandheimat 1 (Saxonia/Avaton)
- 1993: Vogtlandheimat 2 (Saxonia/Avaton)
- 1997: Ein Haus voller Musik (Fischer&Fischer Records)
- 1998: So singt mer beim Forstmeister (Fischer&Fischer Records)
- 1999: Forstmeisters fröhliche Weihnachten (Fischer&Fischer Records)
- 2000: Das Musikalische Vogtlandkochbuch (PuK Records)

### DVD
- 2011: 20 Jahre Original Vogtlandecho (Original Vogtlandecho GbR)